# Ей Джей Гінніс
Ей Джей Гінніс(грец. Αλέξανδρος Ιωάννης Γκιννής)(17 листопада 1994 , Афіни ) — американо-грецький гірськолижник, спеціаліст із технічних дисциплін, призер чемпіонату світу. 
Срібну медаль світової першості Гінніс виборов у змаганнях зі слалому на  чемпіонаті світу 2023 року в Куршевелі.